# Otto Heidmüller
Otto Heidmüller (* 23. Januar 1845 in Hamburg; † 12. Juli 1922 in Wismar; vollständiger Name: Otto Heinrich Wilhelm Moritz Heidmüller) war ein deutscher Verleger und niederdeutscher Dichter.

## Leben
Otto Heidmüller war der Sohn des Hamburger Vergolders Franz Heidmüller. Er wuchs in Hamburg auf und bekam eine gute Schulbildung. Von 1859 bis 1862 war er Privatsekretär im schottischen Edinburgh. Am 1. Juni 1863 begann er eine Lehre in der Wismarschen Verlagsbuchhandlung von Dethloff Carl Hinstorff. Nach der Lehrzeit war Otto Heidmüller von 1868 bis 1877 als Gehilfe für verschiedene Buchhandlungen in Olmütz und Wien tätig, bevor er nach Wismar zurückkehrte und wieder im Hinstorff Verlag arbeitete. Nach dem Tod Hinstorffs 1882 leitete er zusammen mit Hinstorffs Schwiegersohn Heinrich Witte die Wismarer Druckerei, die er 1907 kaufen konnte. Zusammen mit seinem Teilhaber führte er diese bis zu seinem Tod.
Otto Heidmüller schrieb niederdeutsche Gedichte in der Tradition von Fritz Reuter, die in dem von Hinstorff herausgegebenen Großherzoglich Mecklenburg-Schweriner und Mecklenburg-Strelitzer Kalender, dem Vorläufer des von 1935 bis 1942 erschienenen Voß- un Haas-Kalender, der auch heute wieder unter diesem Namen erscheint, veröffentlichte. Dieser Kalender wurde von Hinstorff 1864 begründet und erfreute sich bis weit über die Landesgrenzen großer Beliebtheit. Die Veröffentlichungen Heidmüllers, zumeist für Kinder geschriebenen Verse mit volkstümlichen Illustrationen, erfolgten nicht unter seinem Namen, er benutzte lediglich ein Kürzel. Von 1890 bis 1923 sind über 150 Gedichte „För de Gören“ (Für die Kinder) gedruckt worden, insgesamt waren es mehr als 230 Scherzgedichte, Tanzlieder, Rätsel und andere kleine Texte. Die Anzahl ist nicht zu bestimmen, da er anfangs gänzlich anonym schrieb. Dem wichtigsten Autor Hinstorffs, Fritz Reuter, war Heidmüller sehr verbunden: nach dem Erlöschen der Verlagsprivilegs im Jahr 1904 für dessen Werke gab er Reuters „Stromtid“ in einer hochdeutschen Fassung heraus. Weiter schrieb Otto Heidmüller ein Festspiel und Operettentexte.

## Werke
- Otto Heidmüller, Felix Stillfried: Fest-Theater zur Feier des 50jähr. Geschäfts-Jubiläums des Hofbuchhändlers D. C. Hinstorff in Wismar am 2. Sept. 1881. Wismar, Hinstorff, 1881.
- Fritz Reuter und seine Verleger, im Jahrbuch des Vereins für Niederdeutsche Sprachforschung, 1913.
- Die letzte Nacht, Operettenlibretto gemeinsam mit C. J. Caßmann, 1887
- Regenburg (Operette in 3 Akten, gemeinsam mit C. J. Caßmann).